# کریستل خلیل
 کریستل خلیل (انگلیسی: Christel Khalil؛ زادهٔ ۳۰ نوامبر ۱۹۸۷) یک هنرپیشه اهل ایالات متحده آمریکا است.